# Billy la Banlieue
 (janvier 2017).
Si vous disposez d'ouvrages ou d'articles de référence ou si vous connaissez des sites web de qualité traitant du thème abordé ici, merci de compléter l'article en donnant les références utiles à sa vérifiabilité et en les liant à la section « Notes et références ».
Billy la Banlieue est un jeu vidéo de plates-formes de Jean-Philippe Biscay, sorti en 1986 sur Amstrad CPC et édité par Loriciels. 

## Contexte
Le joueur incarne un loubard déambulant dans le métro parisien. Il doit trouver de l'argent pour jouer à des bornes d'arcade ou des machines à sous. Mais il est également confronté à divers obstacles. De nombreux personnages lui barrent la route, quand ils ne lui sont pas hostiles. 

## Système de jeu
À chaque type de personnage correspond un objet à trouver puis à utiliser. Par exemple, une guitare pour le musicien, un pistolet pour le policier ou encore un cœur pour la femme en robe rouge. Le joueur doit également gérer son énergie, dont la jauge diminue à chaque mouvement. Le jeu comporte quelques séquences plates-formes qui demandent une grande précision. La progression se fait par sauts d'écran et un thème rock est joué en boucle pendant toute la partie.
L'aspect le plus remarquable de Billy la Banlieue est le principe, encore assez nouveau en 1986, du "jeu dans le jeu", puisque les bornes d'arcade sont vraiment jouables. Ces mini-jeux sont des références à des classiques du jeu vidéo tels que Breakout ou Space Invaders.

## Suite
Billy la Banlieue a connu une suite sortie en 1987, également sur CPC, et nommée Billy 2.